# Sede titolare di Chayal dei Siro-Malankaresi
Chayal dei Siro-Malankaresi (in latino: Chaialensis) è una sede titolare della Chiesa cattolica.
Secondo la tradizione, Chayal è una delle sette comunità cristiane fondate in India da san Tommaso. La località si trova oggi dentro i confini dell'eparchia di Pathanamthitta.
Dal 1977 Chayal è annoverata tra le sedi vescovili titolari della Chiesa cattolica; dal 29 agosto 2020 il vescovo titolare è Gheevarghese Mar Aprem Kurisummottil, vescovo ausiliare di Kottayam.

## Cronotassi dei vescovi titolari
- Paulos Philoxinos Ayyamkulangara † (11 ottobre 1977 - 3 novembre 1998 deceduto)
- Isaac Cleemis Thottunkal (18 giugno 2001 - 11 settembre 2003 nominato eparca di Tiruvalla)
- Gheevarghese Mar Aprem Kurisummottil, dal 29 agosto 2020